# Hrvatska liga protiv raka
Hrvatska liga protiv raka od svog osnutka početkom 1960-ih kao najstarija udruga za borbu protiv raka na ovim prostorima učinila je ogroman doprinos u poboljšanju onkološke zaštite pučanstva u Hrvatskoj. Njezine su aktivnosti i učinci po mišljenju mnogih stručnjaka veliki i često puta nezamjenjivi jer je mobilizirala ne samo brojne stručnjake iz onkologije i srodnih struka u borbi protiv raka nego i intelektualnu elitu iz brojnih drugih područja.

## Povijest
Godine 1963. rođena je ideja o osnivanju Lige za borbu protiv raka. Naime, te je godine akademik Ivo Padovan, tada kao predsjednik kancerološke sekcije Hrvatskog liječničkog zbora sudjelovao u programima istraživanja suvremenih metoda i pristupa liječenju raka u ljudi u jednoj od najpoznatijih onkoloških bolnica u SAD-u "Sloan Kettering Memorial Cancer Center", koja je nastala na poticaj znamenitog ginekologa dr. Mariona Simsa. Za tog studijskog boravka bio je pozvan kao gost u Američko društvo za borbu protiv raka u New-Yorku. Bio je zadivljen uspjesima toga najvećeg i najsnažnijeg društva za borbu protiv raka te je spoznao da bi takvo društvo trebalo osnovati i u Hrvatskoj. Još za vrijeme boravka u SAD-u, uz pomoć spomenutog američkog društva i Hrvata u dijaspori akademik Ivo Padovan i suradnici izradili su prvu studiju o "Ligi za borbu protiv raka". Odmah po povratku u Hrvatsku 1964. godine okuplja istomišljenike i pristupa svim potrebnim radnjama za osnivanje Lige za borbu protiv raka. Osniva Inicijativni odbor za osnutak Lige u kojem su uz akademika Padovana i doc. dr. Marko Bašić, prim. dr. Krešimir Čupak, prim. dr. Velimir Kirhmajer, dr. Željko Maričić, prof. dr. Bruno Mark, doc. dr. Nedjeljko Milić, doc. dr. Miroslav Orešković, dr. Mijo Rudar i prof. dr. Ante Šercer. 

Podršku osnivanju Lige tada su dali brojni kulturni, politički i privredni djelatnici grada Zagreba i Republike Hrvatske. Bilo je i "ideoloških" zapreka budući je bilo i onih ljudi zasljepljenih jednoumljem koji su tvrdili: "da socijalizam u kojem živimo je sam po sebi human i da će te probleme on sam riješiti bez uvoza zapadnjačkih čovjekoljubivih ideja udruženja građana". Unatoč takvom, srećom ne raširenom mišljenju, akademik Padovan ne posustaje već dobiva podršku i od Medicinskog fakulteta, HAZU, Sveučilišta i brojnih znanstvenih ustanova za osnivanje Lige za borbu protiv raka. Pogodnost za osnutak Lige u tom periodu bila je i ta što su tada počele slabiti unitarističke snage u tadašnjoj Jugoslaviji i na pomolu je bilo hrvatsko demokratsko ozračje tzv. hrvatsko proljeće. Osnivačka skupština Lige za borbu protiv raka, dobrovoljno-humanitarnog društva za područje R. Hrvatske održana je 5. studenog 1966. u Vinogradskoj bolnici gdje je imala i privremeno sjedište. Akademik Padovan u svom izlaganju na toj osnivačkoj skupštini ističe: 
 
Ove riječi su i danas nakon 37 godina posve istinite i aktualne. Liga na svom zasjedanju 21. siječnja 1967. između ostalog donosi sljedeći zaključak: 
 Liga upućuje zahtjev Skupštini grada za dodjelu adekvatne zgrade za spomenute namjene. Skupština grada na svojoj 7. sjednici održanoj dana 18. travnja 1967. dodjeljuje bivšu zgradu općine Črnomerec Ligi za borbu protiv raka.

Dana 29. rujna 1967. održan je prvi Plenum Lige na kojem je Pero Pirker, tadašnji gradonačelnik grada Zagreba izabran za predsjednika i na kojem je donijeta odluka o osnivanju Središnjeg instituta za tumore i slične bolesti, prve takve ustanove u Hrvatskoj u kojoj će se liječnici različitih specijalnosti i stručnjaci drugih struka provoditi istraživanje, dijagnostiku i liječenje oboljelih od zloćudnih bolesti o kojima se tada razmjerno malo znalo. Institut je svečano otvoren koncem studenog 1968. godine i to je bio, često je isticao akademik Padovan: 
Takvih oprječnih mišljenja, nažalost ima i danas. Uz Institut, današnju Kliniku za tumore, Liga je osnovala i područne centre za dijagnostiku i liječenje bolesnika od raka u Rijeci, Splitu i Osijeku, te brojne onkološke dispanzere diljem Hrvatske. Uz pomoć Lige tada je u Hrvatskoj ukupno bilo na raspolaganju oko 500 postelja za oboljele od raka. Osnivanjem ovih onkoloških ustanova, i primjeni suvremenih znanstvenih spoznaja možemo mirne duše kazati da je akademik Ivo Padovan udario temelje modernoj hrvatskoj onkologiji.

## Aktivnosti
- Dan mimoza
- Dan narcisa
- Mjesec borbe protiv raka
- Mjesec borbe protiv raka dojke
- Predavanja
- Svjetski dan bolesnika

## Vanjske poveznice
- Hrvatska liga protiv raka  Arhivirana inačica izvorne stranice od 22. listopada 2013. (Wayback Machine)